# Esko Kilpiö
Esko Kilpiö, född 9 oktober 1936 i Helsingfors, Finland, död i januari 2004 i Stockholm, var en finsk-svensk skådespelare.

## Biografi
Kilpiö var son till finmekanikern Heikki Kilpiö och dennes hustru Doris, född Michelsson. Under Finska vinterkriget sändes sonen till Sverige i syfte att rädda honom undan bombningarna av Helsingfors. I Sverige kom Kilpiö till familjen Hejenstedt i Dala-Järna, där han kom att bo under krigsåren. Efter kriget flyttade modern till Sverige och familjen kunde därmed återförenas. De bosatte sig först i Uppsala och därefter i Österåkers socken, Uppland och Katrineholm.
I vuxen ålder utbildade sig Kilpiö till reklamtecknare och kom under några år att vara verksam inom yrket. Efterhand skolade han om sig till skådespelare och var verksam på Riksteatern och Stockholms Stadsteater på 1960-talet. Han spelade även politisk teater på Arena teaterbåten och kom i skiftet mellan 1960- och 1970-tal till Östgötateatern i vars ensemble han kom att ingå till sent 1990-tal. Han agerade i såväl klassisk som modern dramatik och engagerade sig också i föreningsteater och medverkade i radioteatern. Han var facklig aktiv inom Teaterförbundet och var under flera år fackordförande på Östgötateatern.
Utöver teatern var Kilpiö verksam som film- och TV-skådespelare. Han debuterade 1968 i Börje Nybergs och Joseph W. Sarnos erotiska film Kvinnolek. 1969 medverkade han i kortfilmen Samhället är ditt! och under 1980-talet i TV-serierna Lykkeland och Träpatronerna. 1991 hade han en mindre roll i Lars Molins Tre kärlekar och medverkade 1997 respektive 1999 i TV-serierna Rederiet och Anna Holt – polis. 1997 spelade han också den alkoholiserade fadern i kortfilmen Daydreams.

## Filmografi
- 1968 – Kvinnolek
- 1969 – Samhället är ditt!
- 1984 – Lykkeland (TV-serie)
- 1984–1988 – Träpatronerna (TV-serie)
- 1991 – Tre kärlekar (TV-serie)
- 1997 – Daydreams
- 1997 – Rederiet (TV-serie)
- 1999 – Anna Holt – polis (TV-serie)

## Teater

### Roller (ej komplett)
| År   | Roll                            | Produktion                                                         | Regi                 | Teater                           |
| ---- | ------------------------------- | ------------------------------------------------------------------ | -------------------- | -------------------------------- |
| 1969 |                                 | Halva kungariket Allan Edwall                                      | Lars Gerhard Norberg | Norrköping-Linköping stadsteater |
| 1970 |                                 | Blodsbröllop Federico García Lorca                                 | Lars-Erik Liedholm   | Norrköping-Linköping stadsteater |
| 1970 | Robert Faulconbridge Lord Bigot | Kung Johan Friedrich Dürrenmatt                                    | Lars Gerhard Norberg | Norrköping-Linköping stadsteater |
| 1970 | Kalous                          | Ut med språket Václav Havel                                        | Lars Gerhard Norberg | Norrköping-Linköping stadsteater |
| 1970 | Schaaf                          | En månad på landet Ivan Turgenev                                   | John Zacharias       | Norrköping-Linköping stadsteater |
| 1970 | Härtl                           | Berättelser från Landshut Martin Sperr                             | Lars Gerhard Norberg | Norrköping-Linköping stadsteater |
| 1971 | Per-Åke                         | Sandlådan Kent Andersson                                           | Lars Gerhard Norberg | Norrköping-Linköping stadsteater |
| 1971 | Monty Blatt                     | Hönssoppa med korngryn Arnold Wesker                               | John Zacharias       | Norrköping-Linköping stadsteater |
| 1971 | Pjotr Dobtjinskij               | Revisorn Nikolaj Gogol                                             | Lars Gerhard Norberg | Norrköping-Linköping stadsteater |
| 1972 |                                 | Välkommen hem Reidar Jönsson                                       | Evert Lindberg       | Norrköping-Linköping stadsteater |
| 1972 | Samuel                          | Välkommen Allan Edwall                                             | Lars Gerhard Norberg | Norrköping-Linköping stadsteater |
| 1972 | Kapten Horster                  | En folkfiende Henrik Ibsen                                         | Torsten Sjöholm      | Norrköping-Linköping stadsteater |
| 1972 |                                 | Vägen till Kanaan Rudolf Värnlund                                  | Lars Gerhard Norberg | Norrköping-Linköping stadsteater |
| 1973 |                                 | Herr Mockinpott Peter Weiss                                        | Hans Elfvin          | Norrköping-Linköping stadsteater |
| 1973 |                                 | Brott och brott August Strindberg                                  | John Zacharias       | Norrköping-Linköping stadsteater |
| 1973 |                                 | Kungens rosor Bertil Norström och Lars Gerhard Norberg             | Lars Gerhard Norberg | Norrköping-Linköping stadsteater |
| 1974 |                                 | Liten Karin Reidar Jönsson, Birgit Hageby och Hawkey Franzén       | Reidar Jönsson       | Norrköping-Linköping stadsteater |
| 1974 |                                 | Leva loppan Georges Feydeau                                        | Lars Gerhard Norberg | Norrköping-Linköping stadsteater |
| 1974 | Guillaume                       | Ljusstaken Alfred de Musset                                        | Olle Johansson       | Norrköping-Linköping stadsteater |
| 1974 | Emanuel                         | Drottningens juvelsmycke Carl Jonas Love Almqvist                  | Torsten Sjöholm      | Norrköping-Linköping stadsteater |
| 1975 | Jasja                           | Körsbärsträdgården Anton Tjechov                                   | Gunnel Lindblom      | Norrköping-Linköping stadsteater |
| 1975 | Kriminalinspektören             | Kung David Brita Lang                                              | Torsten Sjöholm      | Norrköping-Linköping stadsteater |
| 1976 |                                 | Småstadsbor August von Kotzebue                                    | Bertil Norström      | Norrköping-Linköping stadsteater |
| 1976 |                                 | Meningen med föreningen Ensemblen vid Västernorrlands Regionteater | Lars Broling         | Norrköping-Linköping stadsteater |
| 1976 | Wang                            | Den goda människan från Sezuan Bertolt Brecht och Paul Dessau      | Lars Gerhard Norberg | Norrköping-Linköping stadsteater |
| 1977 | Baltazar                        | Romeo och Julia William Shakespeare                                | Hans Elfvin          | Norrköping-Linköping stadsteater |
| 1977 | Abraham                         | Söndagpromenaden Lars Forssell                                     | Lars Gerhard Norberg | Norrköping-Linköping stadsteater |